# Pitbull Stadium
Le Pitbull Stadium est un stade de football américain situé sur le campus de Florida International University à Miami en Floride.
Depuis 1994, ses locataires sont les Panthers de FIU (NCAA). Sa capacité est de 20 000 places.
Le stade a reçu son nom actuel le 6 août 2024, lorsque la FIU a annoncé que le rappeur Pitbull, basé à Miami, avait acheté les droits de dénomination du stade.